# Colombario

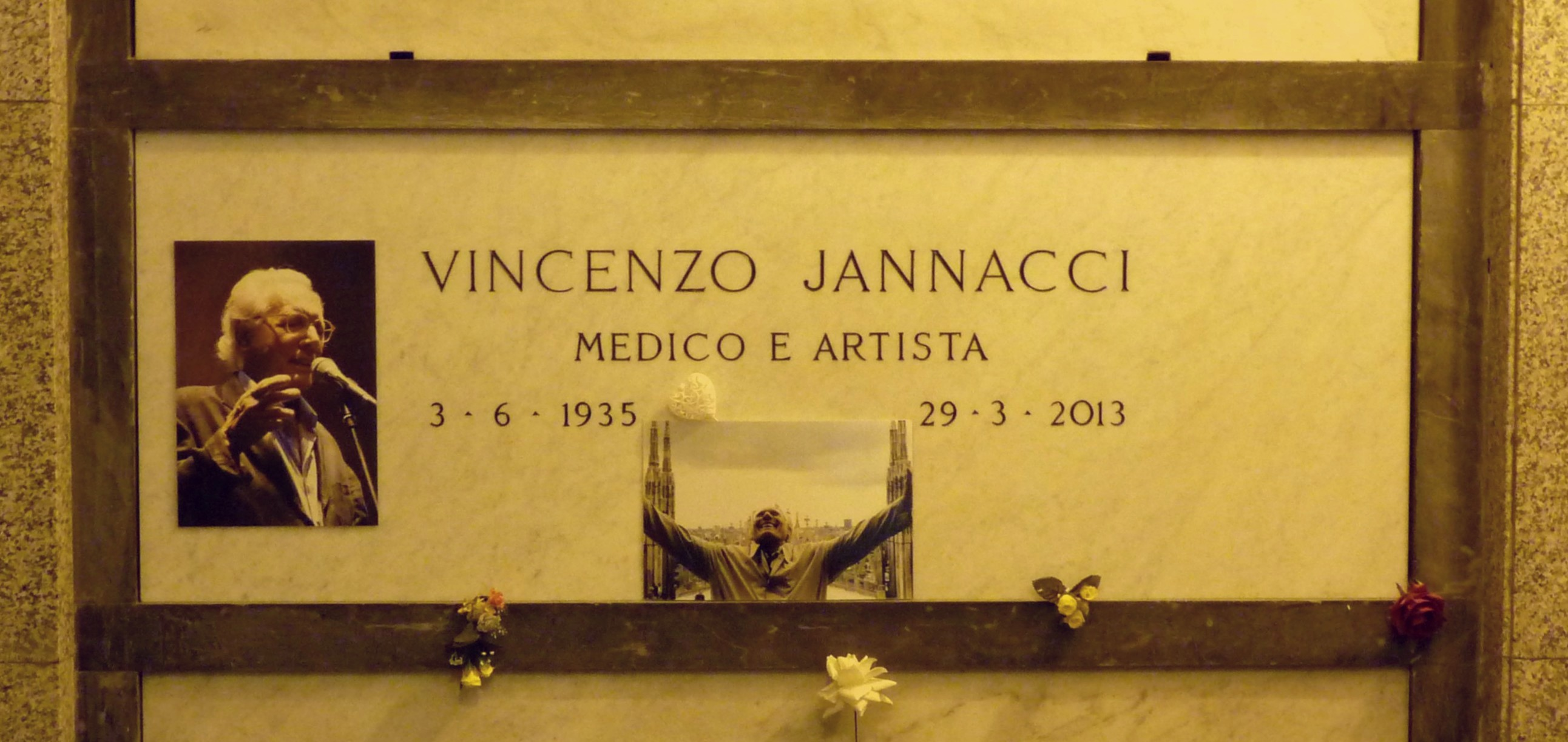
Colombaro (come detto in ambito cimiteriale milanese, e inteso come loculo singolo) contenente la salma del medico e artista Vincenzo Jannacci, detto Enzo, nella Cripta del Famedio del Cimitero Monumentale di Milano

Il colombario, in alcuni cimiteri chiamato colombaro, in altri colombaio o colombaia (dal latino columbarium), è un tipo di costruzione funeraria divisa in ampi loculi, ciascuno dei quali generalmente atto ad ospitare una bara contenente un unico defunto. È altresì possibile che uno di questi ampi loculi contenga cassettine con resti esumati da terra o urne con ceneri derivate da cremazione; in questo caso, dato lo spazio disponibile, non più di un singolo, ma di vari defunti. Un loculo può essere esteso in profondità, risultando chiuso da una lastra tombale quadrata, o in lunghezza, chiuso da una lastra tombale rettangolare. Possono esistere loculi di coppia.
Anche ciascuno dei singoli ampi loculi è detto colombario (o uno dei suoi sinonimi). In archeologia per colombario si intende invece un tipo di camera sepolcrale composta da nicchie in cui venivano conservate le urne contenenti le ceneri dei defunti. Il nome deriva dal fatto che le antiche nicchie, così come le moderne, erano ricavate nella muratura con apertura anteriore, e ciò ricordava appunto le costruzioni per il ricovero e l'allevamento dei colombi.

## Archeologia

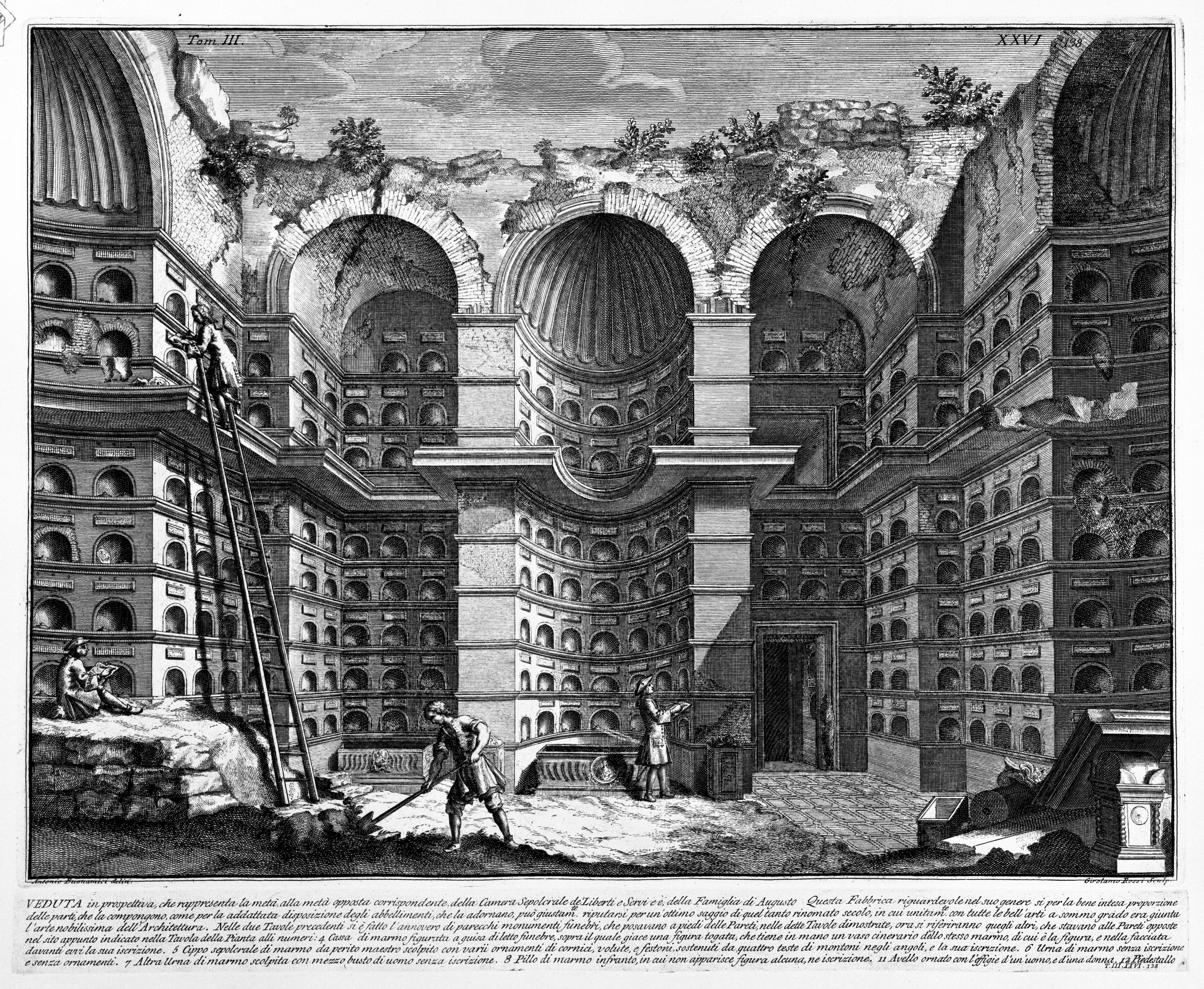
Disegno del colombario di Livia a Roma

Il colombario era un tipo di costruzione funeraria molto diffusa fra i romani come forma di tumulazione collettiva. Si tratta di un tipo di tomba ipogea o semiipogea, caratterizzata da file di piccoli loculi disposti lungo le pareti e destinati a contenere le urne cinerarie. Ebbero la massima diffusione tra la metà del I secolo a.C. e il I secolo d.C., periodo durante il quale era molto diffusa a Roma e in altre città dell'Impero la cremazione dei defunti, anche se si hanno testimonianze di uso dei colombari nel corso dell'età repubblicana, con ritrovamenti di colombari nella necropoli esquilina e successivamente per tutto il II secolo d.C.
Questo tipo di tumulazione risultava molto funzionale a Roma e in tutte le grandi città dove vi era un'elevata concentrazione di popolazione. I colombari potevano infatti contenere in spazi limitati le ceneri di molte persone (da alcune decine a qualche centinaio), quali ad esempio tutti i membri di una stessa famiglia (eventualmente compresi i liberti e gli schiavi), oppure tutti gli appartenenti di una data corporazione.
I colombari romani erano spesso ornati al loro interno con stucchi e pitture.
Fra i più importanti ritrovamenti di colombari a Roma meritano una citazione:
- i colombari di Vigna Codini, situati tra la via Appia e la via Latina, a ridosso delle Mura Aureliane;
- il colombario di Pomponio Hylas, scoperto nel 1831 da Giampietro Campana, situato nel parco degli Scipioni, a poca distanza dalle Mura Aureliane;
- il colombario di via Pescara, risalente a circa la metà del I secolo d.C. ed appartenente ad un unico nucleo familiare, scoperto nel 1932:
- il colombario di via Olevano Romano, sito a ridosso di Villa Gordiani, risalente ad un periodo che spazia tra il I secolo a.C. ed il secolo successivo, vi venivano seppellite persone del ceto umile, fu scoperto nel 1958[12].
- il colombario di Scribonio Menofilo.

Molti colombari sono stati rinvenuti lungo la via Appia, la quale a partire dal I secolo d.C. veniva utilizzata dai romani come luogo prediletto per erigere monumenti sepolcrali, probabilmente a causa dell'aumento dei prezzi dei terreni all'interno dell'Urbe. Anche per questo l'uso dei colombari si diffuse rapidamente. Colombari furono rinvenuti presso la Cripta di Lucina e l'Oratorio dei Sette Dormienti. All'interno di un casale nella ex vigna Vignolini, poi vigna Ciampelletti, nel XVIII secolo furono scoperti il colombario dei liberti di Augusto, e a breve distanza il colombario dei liberti di Livia Drusilla. Purtroppo di quest'ultimo non rimane nulla, in quanto fu distrutto poco dopo la sua scoperta. Di esso restano solo le incisioni di Pier Leone Ghezzi e Giovanni Battista Piranesi, che mostrano una costruzione quadrangolare contenente circa 500 loculi.

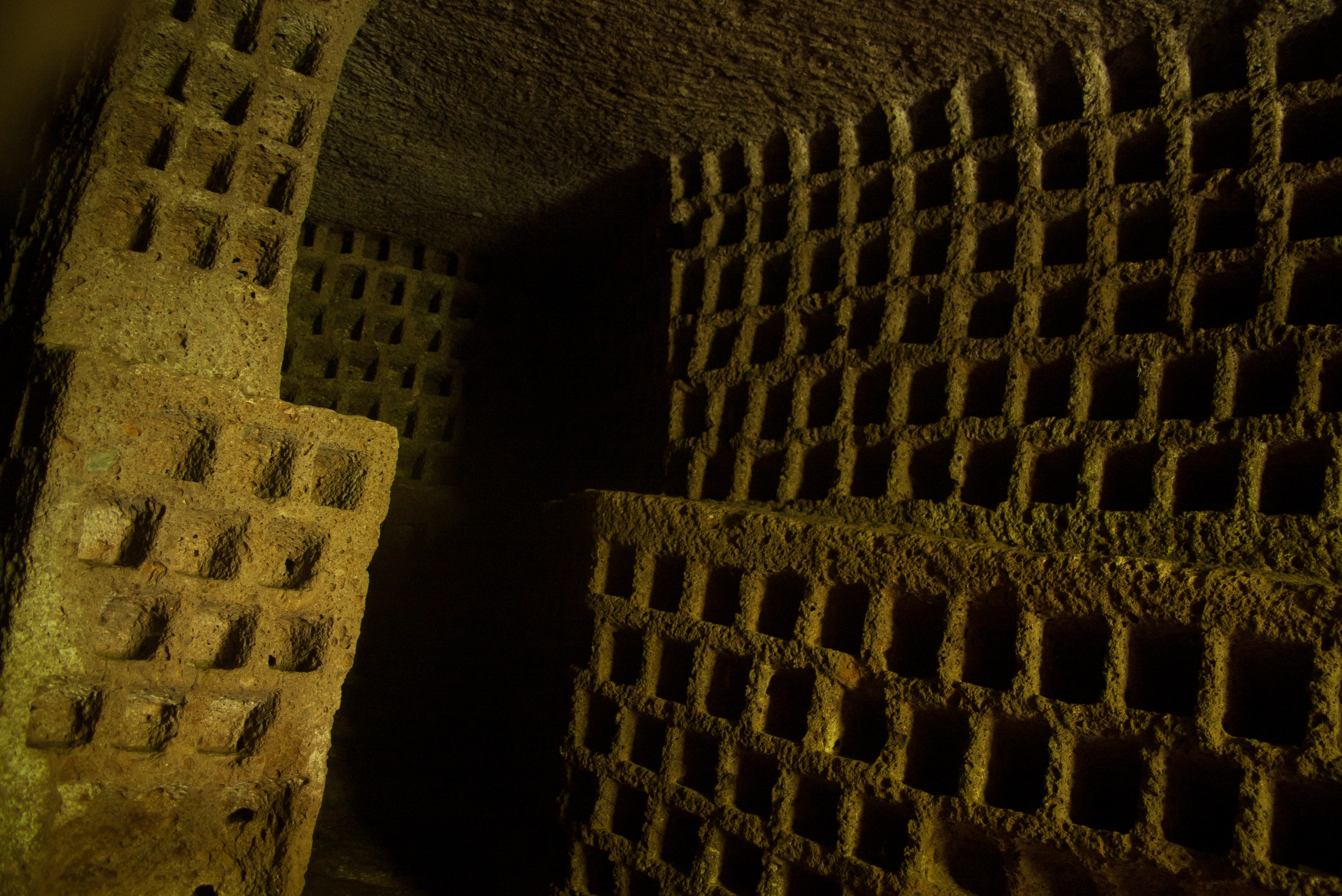
Colombario a Blera (Lazio)

A Roma altri colombari sono stati rinvenuti sulla via Portuense, più precisamente sull'Isola Sacra, tra Fiumicino e Ostia. Recentemente a Ostia Antica, in pieno centro (piazza Gregoriopoli), è stato scoperto un colombario del I secolo d.C. venuto casualmente alla luce durante uno scavo dell'Acea nell'autunno del 2006.
Numerosi colombari antichi sono inoltre presenti in Campania, tra Napoli e Soccavo, a Pozzuoli e a Bacoli; altri invece nella Maremma Toscana, ed altri ancora in Sicilia, a Centuripe, a Catania.